# رود فصلی قاضی‌کلا
 رود فصلی قاضی‌کلا یک رود در حوضه آبریز دریاچه نمک در استان البرز ایران است که از البرز سرچشمه می‌گیرد. این رود در ارتفاع ۱۵۶۸ متری واقع شده است.